# Spread a Little Happiness
Spread a Little Happiness – piosenka z 1928 roku pochodząca z musicalu Mr Cinders. Utwór skomponował Vivian Ellis, a libretto napisali Clifford Grey i Greatrex Newman. W 1928 roku wydano singiel nagrany przez Jay Wilbur and His Orchestra.

## Historia
Pierwotnie piosenka „Spread a Little Happiness” była napisana na potrzeby przedstawienia Flower Princess, które jednak nie zostało ukończone. Utwór został wykorzystany w 1929 roku w wersji przedstawienia Mr Cinders wystawianej w Adelphi Theatre na West Endzie w Londynie, w Wielkiej Brytanii. W oryginalnej produkcji utwór został zaśpiewany przez Binnie Hale, która wcieliła się w postać Jill Kemp. Nagranie z wykonaniem utworu przez Binnie Hale i zespół Al Starita and His Novelty Orchestra wydane zostało przez Columbia w 1929 roku. Po pojawieniu się w musicalu Mr Cinders piosenka stała się ówczesnym szlagierem.
Od grudnia 1982 do lipca 1984 roku piosenka pojawiała się we wznowieniu musicalu Mr Cinders w londyńskich King’s Head Theatre i w Fortune Theatre.

## Wersja Stinga
W 1982 roku angielski muzyk Sting nagrał piosenkę „Spread a Little Happiness” na potrzeby ścieżki dźwiękowej do filmu Syrop z siarki i piołunu. Singiel z tym utworem, który był debiutanckim w dyskografii Stinga, w 1982 roku dotarł do 16. miejsca na brytyjskiej liście przebojów Official Singles Chart Top 100.

### Listy przebojów
| Kraj | Lista                          | Pozycja | Źr.    |
| ---- | ------------------------------ | ------- | ------ |
| AU   | Top 100 Singles                | 80      | [ 13 ] |
| IE   | Top 100 Singles                | 16      | [ 14 ] |
| PL   | LP3                            | 28      | [ 15 ] |
| GB   | Official Singles Chart Top 100 | 16      | [ 12 ] |